# Ludwig Große (Geistlicher)
Ludwig Große (* 27. Februar 1933 in Zeutsch; † 3. Oktober 2019) war ein deutscher evangelischer Pfarrer und Theologe. Er war von 1973 bis 1989 als Mitglied der Synode des Bunds der evangelischen Kirchen der Deutschen Demokratischen Republik (DDR) an zahlreichen Verhandlungen mit der DDR-Regierung beteiligt und war seit 1992 Mitglied der Synode der Evangelischen Kirche in Deutschland (EKD).

## Leben
Große, Sohn eines Pfarrers, studierte von 1951 bis 1956 Theologie an der Friedrich-Schiller-Universität in Jena und wurde dann Vikar in Kahla. Von 1957 bis 1970 war er Pfarrer in Tannroda.
1959 wurde Große Mitglied der Lutherischen Bekenntnisgemeinschaft in Thüringen, die sich für eine Abkehr vom sogenannten „Thüringer Weg“, einer besonders engen Kooperation der Amtskirche mit den staatlichen Behörden der DDR, einsetzte. 1960 wurde Große Mitglied im Landesbruderrat. 1966 wurde er in die Thüringische Landessynode gewählt.
Von 1970 bis 1988 war Große Superintendent in Saalfeld. Seit 1973 gehörte er der Synode des Bunds der Evangelischen Kirchen der DDR (BEK) an und war von 1977 bis 1989 Mitglied der Konferenz der Evangelischen Kirchenleitung. Er befasste sich mit Menschenrechten, Friedensforschung und Ökologie und trat als Mitautor von Erklärungen der Bundessynoden zu verschiedenen gesellschaftlichen und politischen Themen hervor.
Ab 1977 nahm Große als Kirchenvertreter an Gesprächen mit der DDR-Regierung teil. 1979 war er in öffentliche Kontroversen verwickelt, da er die DDR-Fernsehsendung Der Schwarze Kanal als „friedensgefährdend“ bezeichnet und darüber hinaus Rassismus unter DDR-Politikern kritisiert hatte.
Ab 1980 war Große Vorsitzender der Lutherischen Bekenntnisgemeinde und Mitglied der Konsultationsgruppe zwischen BEK und der bundesdeutschen Evangelischen Kirche Deutschlands (EKD). Hier war er Autor der gemeinsam herausgegebenen „Ordnung der Friedensgebete“. 1981 bereitete Große die erste Umweltsynode in Thüringen mit vor. 1987 wählte ihn die Landessynode zum Oberkirchenrat für Aus- und Weiterbildung im Verkündigungsdienst.
Während der Wende und der friedlichen Revolution in der DDR war Große Moderator am Thüringer Runden Tisch in Erfurt. 1990 gehörte er dem Vorbereitungsausschuss für das Land Thüringen an. Im selben Jahr wurde er Mitbegründer und Vorstandsmitglied der Gemeinschaft der christlichen Lehrer und Erzieher und der Gemeinschaft christlicher Eltern.
1992 wurde Große Mitglied der nunmehr gesamtdeutschen EKD-Synode und 1998 Mitglied des Beirats des Bundesbeauftragten für die Stasi-Unterlagen.

## Werk
Seit 1968 war Große Mitautor des Andachtsbuchs „Halt uns bei festen Glauben“, der Rundbriefe der Lutherischen Bekenntnisgemeinschaft und produzierte verschiedene religiöse Rundfunksendungen. Er publizierte zu gesellschaftlichen und kirchenpolitischen Themen und zur Aufarbeitung der Verbindungen zwischen Kirchen und dem Ministerium für Staatssicherheit (MfS) der DDR.

## Auszeichnungen
- 2008 Bundesverdienstkreuz am Bande[1]